# At the End of a Perfect Day (film 1915)
At the End of a Perfect Day è un cortometraggio muto del 1915 diretto da George Ade.
Fu uno dei primissimi film girati da Gloria Swanson che, l'anno prima, aveva iniziato a lavorare a Chicago, dove l'attrice era nata nel 1899, per la Essanay Film Manufacturing Company.

## Produzione
Il film fu prodotto dalla Essanay Film Manufacturing Company. Venne girato a Chicago, dove la casa di produzione aveva la sua sede principale.

## Distribuzione
Distribuito dalla General Film Company, il film - un cortometraggio di una bobina - uscì nelle sale cinematografiche USA il 26 gennaio 1915.